# Kristian Riis (fodboldspiller)
 For alternative betydninger, se Kristian Riis. (Se også artikler, som begynder med Kristian Riis)
Kristian Dirks Riis (født 17. februar 1997 i Haderslev‚ Danmark) er en dansk fodboldspiller, der spillede som midterforsvar for Stjarnan.

## Klubkarriere
Riis startede sin fodboldkarriere i Haderslev FK. Efterfølgende skiftede han til SønderjyskE, indtil han i 2011 i en alder af 15 år skiftede til FC Midtjylland. Han startede med at spille for klubbens U/17-hold, senere U/19-holdet, inden han i 2016 blev rykket op i klubbens førsteholdstrup.

### FC Midtjylland
Riis blev rykket op i klubbens førsteholdstrup i sommeren 2016 i en alder af 19 år. Han skrev samtidig under på en femårig professionel kontrakt.
Han fik officielle debut for FC Midtjylland i Superligaen den 31. juli 2016 i en alder af 19 år, da han startede inde og spillede alle 90 minutter i 3-0-sejren hjemme over Silkeborg IF.
Den 31. september 2017 blev det offentliggjort, at Riis blev lejet ud til Vendsyssel FF for sæsonen 2017-18.
Den 21. august 2018 blev han udlejet for hele 2018-19-sæsonen til Esbjerg fB.

### Lyngby Boldklub
Den 1. juli 2021 blev Riis solgt til Lyngby Boldklub på en 2-årig kontrakt.

## Landsholdskarriere
Han fik sin debut i landsholdsregi den 27. august 2013 for U/17-landsholdet, da han blev skiftet ind efter 74 minutter i en 3-3-kamp mod Slovakiet, som blev vundet efter straffesparkskonkurrence ved Syrenka Cup i Polen. Han spillede henholdsvis sin 2. og 3. landsholdskamp ved samme turnering, hvoraf han i begge spillede fuld tid. Han spillede i alt syv kampe og scorede nul mål for U/17-landsholdet i perioden fra 2013 til 2014.